# Lavigney
Lavigney település Franciaországban, Haute-Saône megyében. Lakosainak száma 123 fő (2022. január 1.). Lavigney Melin, Cornot, Gourgeon, Malvillers és La Roche-Morey községekkel határos.

## Népesség
A település népességének változása:
| Lakosok száma | 125  | 124  | 128  | 121  | 119  | 117  | 119  | 122  | 123  |
|               | 2013 | 2015 | 2016 | 2017 | 2018 | 2019 | 2020 | 2021 | 2022 |